# Egestrina sulcicollis
Egestrina sulcicollis es una especie de coleóptero de la familia Anthicidae.

## Distribución geográfica
Habita en Australia.